# Giorgi Csubinasvili
Giorgi Csubinasvili (grúzul: გიორგი ჩუბინაშვილი; Szentpétervár, 1885. november 21. – 1973. január 14.) grúz művészettörténész, a Grúz  Nemzeti  Tudományos Akadémia tagja, a grúz építészet és képzőművészet kutatója.

## Élete

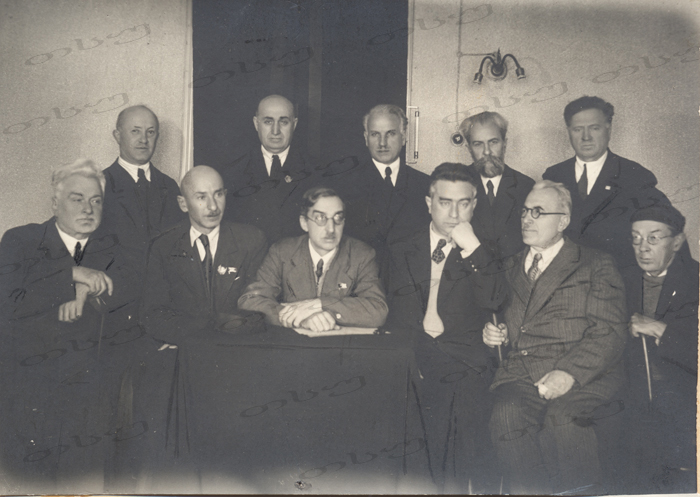
Csubinasvili második jobbról a második sorban

Szentpéterváron született, 1907 és 1912 között pszichológiát tanult a lipcsei és a hallei egyetemen. 1916-ban a Szentpétervári Állami Egyetemre ment, ahol egy évig a grúz–örmény–perzsa filológiával foglalkozott.
Grúziába visszatérve a Tbiliszi Állami Egyetem professzoraként dolgozott (1918–31, 1937–48). A Tbiliszi Állami Művészeti Akadémia (egykori Képzőművészeti Akadémia (1922–28)) egyik alapító atyja és első rektora volt. Közben beutazta Georgiát, építészeti emlékeket fényképezett és leírt.
1941-től haláláig a Grúz Nemzeti Tudományos Akadémia (ma Nemzeti Művészettörténeti és Örökségmegőrzési Központ) Grúz Művészettörténeti Intézetét irányította, amelyet róla neveztek el. Munkái elsősorban a középkori grúz és örmény építészetre, valamint falfestészetre és szobrászatra koncentrálnak.
A Tbiliszi Egyetem parkjában temették el.

## Szervezeti, egyesületi tagságai
- Grúz  Nemzeti Tudományos Akadémia, akadémikus (1941–1973)
- Szovjetunió Építészeti Akadémiája, levelezőtag

## Elismerési, díjai
- Lenin-rend (1965)[2]

## Fordítás
- Ez a szócikk részben vagy egészben  a   Giorgi Chubinashvili című angol Wikipédia-szócikk ezen változatának fordításán alapul.  Az eredeti cikk szerkesztőit annak laptörténete sorolja fel. Ez a jelzés csupán a megfogalmazás eredetét és a szerzői jogokat jelzi, nem szolgál a cikkben szereplő információk forrásmegjelöléseként.